# Пископо, Джо
Джозеф Чарльз Джон Пи́скопо (англ. Joseph Charles John Piscopo: род. 17 июня 1951 года) — американский актёр, комик и радиоведущий. В 1980-84 годах был участником шоу Saturday Night Live, где играл различных повторяющихся персонажей. В числе киноролей Дэнни Вермин в фильме Опасный Джонни (1984), Мо Дикштейн в фильме Толковые ребята (1986), Даг Бигелоу в фильме Мёртвый полицейский (1988) и Келли Стоун в фильме Парный удар (1992).

## Ранние годы
Родился в Пассейике, штат Нью-Джерси. Вырос в Норт-Колдуэлле, где учился в местной средней школе и был членом драмкружка. Со временем приобрёл репутацию человека, никогда не игравшего роль так, как та была написана. После школы окончил Джоунс-колледж в Джэксонвилле с дипломом по управлению вещанием.

## Saturday Night Live
Летом 1980 года Пископо пригласили в Saturday Night Live. Шоу тогда испытало переворот из-за того, что ушли все сценаристы, основные продюсеры и актёры. Критикам и поклонникам почти весь новый состав не понравился. Исключениями стали Пископо и Эдди Мёрфи — единственные участники, которых оставили следующей весной, когда шоу возглавил Дик Эберсол. Благодаря успеху актёр переехал в престижный район Алпайн (Нью-Джерси).
Пископо известен пародиями на знаменитостей, таких как Фрэнк Синатра. Для скетча он переписал текст последнего с помощью лирика Синатры Сэмми Кана. Впоследствии Пископо вспоминал, что «старику понравилось». На том же шоу Пископо с канадской актрисой Робин Дюк играли роли Уайнеров (то есть «Нытиков»), которые произносили все реплики с характерными интонациями. Пископо периодически появлялся и в шоу Weekend Update в роли напыщенного спортивного комментатора, обычно задававшего ряд вопросов, заканчивая их выкриком «Какая разница?» (Who cares?).

## Карьера после шоу
Пископо покинул Saturday Night Live в конце сезона 1983-84 годов. В 1984 году он снялся вместе с Майклом Китоном в получившем неоднозначные отзывы фильме Опасный Джонни, а также в специальном фильме для HBO и написал книгу для издательства en под названием «Записи Пископо» (The Piscopo Tapes). В 1985 году последовал альбом New Jersey для Columbia Records и спецвыпуск на канале ABC. В 1987 году Пископо упомянается в рок-песне Jammin' Me группы Tom Petty and the Heartbreakers.

Во второй половине 80-х после пародии на Брюса Спрингстина он заинтересовался бодибилдингом. Пископо появлялся на обложке журнала Muscle & Fitness в апреле 1988 года и в июне 1990 года. В последнем номере он сказал: 
В Голливуде некоторые считают, что на почве бодибилдинга у меня поехала крыша. Они говорят: «Ты становишься всё крупнее. Испортишь себе карьеру». Но они не понимают кайфа от тренировок, от вызова, личной победы.
С января 2014 года ведёт утреннее шоу «Пископо по утрам» (Piscopo in the Morning), оно выходит с 6 до 10 по будням на нью-йоркском радио WNYM. C 13 декабря 2020 года стал вести и программу Ramsey Mazda Sunday Nights with Sinatra на радиостанциях WABC и WLIR-FM.
На волне политических успехов Дональда Трампа, в кампании которого Пископо участвовал в 2016 году, он собирался баллотироваться в губернаторы Нью-Джерси независимым кандидатом. Он получил поддержку от ряда политических деятелей, включая бывшего мэра Нью-Йорка Руди Джулиани, но в мае передумал участвовать. Пископо играл в группе и выступал со стендапом и музыкой на митинге бизнесмена Майка Линделла в мае 2021 года.

## Личная жизнь
В 1973 году женился на Нэнси Джонс. У них родился ребёнок, а в 1988 году пара развелась. В 1997 году он женился на Кимберли Дрисколл, которая была няней сына во время брака с Нэнси. У них родилось трое детей, в 2006 году они развелись. Проживает в Хантердоне, Нью-Джерси.
В 1990 году у него диагностировали рак щитовидной железы.
В 2013 году Пископо был введён в Зал славы Нью-Джерси.

## Фильмография
| Год  | Название                               | Роль              | Примечания                         |
| ---- | -------------------------------------- | ----------------- | ---------------------------------- |
| 1976 | Кинг-Конг                              | малая роль        | в титрах не упомянут               |
| 1977 | American Tickler                       | диктор            |                                    |
| 1984 | Больница «Божий дом»                   | доктор Фишберг    |                                    |
| 1984 | Опасный Джонни                         | Дэнни             |                                    |
| 1984 | Спецвыпуск Джо Пископо                 | себя              | телеспецвыпуск                     |
| 1986 | Джулиан Леннон: Stick Around           | соперник          | клип                               |
| 1986 | New Jersey Vice                        |                   | короткометражка                    |
| 1986 | Нью-джерсийский спецвыпуск Джо Пископо | себя              | телеспецвыпуск                     |
| 1986 | Толковые ребята                        | Мо Дикштейн       |                                    |
| 1988 | Мёртвый полицейский                    | Даг Бигелоу       |                                    |
| 1988 | Звёздный путь: Следующее поколение     | Юморист           | эпизод «Этот возмутительный Окона» |
| 1992 | Парный удар                            | Келли Стоун       |                                    |
| 1994 | Гек и червовый король                  | Макс              |                                    |
| 1995 | Открытие сезона                        | Гамлет            |                                    |
| 1995 | Коротышка и Огненный                   | Зайк / Паук       |                                    |
| 1995 | Террористы                             | Мистер Уэйрман    |                                    |
| 1995 | Multimedia Celebrity Poker             | себя              | видеоигра                          |
| 1999 | Закон и порядок                        | Джефф Шталь       | эпизод «Честолюбивый»              |
| 2000 | Большой бедлам                         | Джек              |                                    |
| 2001 | Бартлби                                | Роки              |                                    |
| 2001 | Закон и порядок                        | Джефф Кэхилл      | эпизод «Когда-то известный»        |
| 2004 | Закон и порядок                        | Джаррет Уайтстоун | эпизод «Плач волка»                |
| 2006 | Последнее желание                      | Анджело           |                                    |
| 2006 | Пропавший                              | Луис Лонг         |                                    |
| 2012 | Джо Пископо: Вечер в клубе Пископо     | себя              | телеспецвыпуск                     |
| 2013 | Как сладко!                            | Джек Космо        |                                    |
| 2018 | Закон и порядок: Специальный корпус    | Альберт Романо    | эпизод «Мама»                      |